# 終曲
終曲通常是奏鸣曲、交响曲或协奏曲的最后一个乐章；是一段非声乐且由多个乐章组成的古典音乐的结尾；亦或者是歌剧的最后一幕或音乐剧结尾中一个延长的模進。